# Symfonie nr. 18 (Bruk)

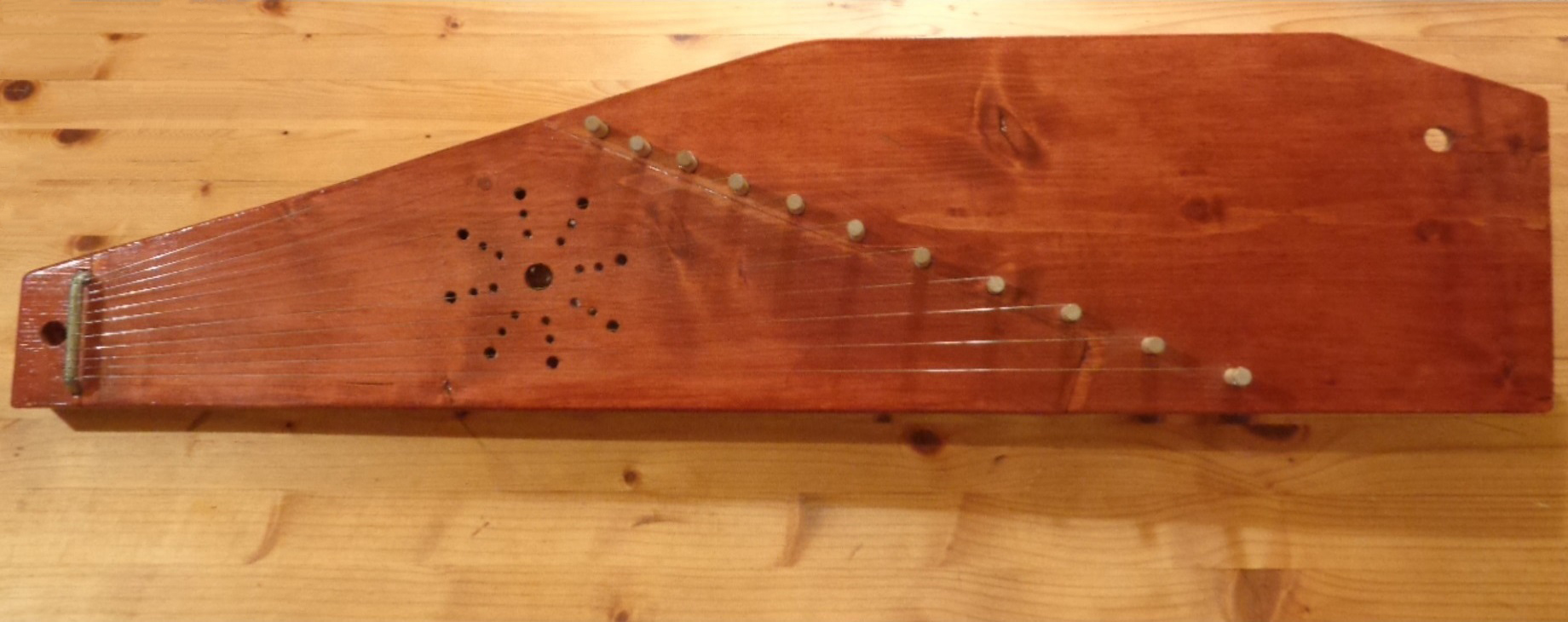
Kokle (oktober 2016)

Fridrich Bruk voltooide zijn Symfonie nr. 18 (Daugavpils) in 2017. 
Na zijn Joodse verbintenis al in eerdere symfonieën als inspiratiebron te hebben gebruikt, vond dat wederom plaats in zijn achttiende symfonie. Het kreeg de ondertitel Daugavpils, een verwijzing naar de geboorteplaats van Bruks vader Daugavpils (Dvinsk). Dit stadje werd tijdens de Eerste Wereldoorlog toen het in de frontlinie kwam te liggen gezuiverd van Joodse inwoners. De Sovjet-Unie zag ze als onbetrouwbaar en mogelijk vijand van de staat. De familie waarin hij geboren was kreeg een nieuwe woonplaats: Charkiv in Oekraïne. Sommige thema’s uit de muziek grijpen terug op de muziek van de streek Letgallen. In het werk is ook een kokle (een Letse variant van de zither, kantele) te horen.
Het werk heeft een driedelige opzet:
- Rǔžena (roos); andante
- Daugavpils 1915 (verbanning); allegretto
- Vijf variaties op een eigen thema

Een opname van Symfonie nr. 18 werd in 2018 uitgegeven door Toccata Records, of het werk een publieke uitvoering heeft gekregen is niet bekend (gegevens april 2024). 
Alleen de orkestratie van deel 1 is openbaar gemaakt; de aanduidingen aldaar zijn:
- 2 klarinetten, 2 fagotten
- 2 hoorns,
- pauken, castagnetten, glockenspiel, kokle en
- violen, altviolen, celli, contrabassen

De partituur is gedateerd op 16 december 2016, vanuit woonplaats Tampere